# Vera Perostiyska
Vera Perostiyska est une joueuse bulgare de basket-ball née le 25 mai 1982 à Plovdiv (Bulgarie).

## Biographie
Engagée à Saint-Amand à l'été 2012, son contrat est rompu mi-décembre. Après quelques semaines au Levski Sofia en championnat de  Bulgarie (15,3 points et 8 rebonds), elle rejoint le Valosun Brnoen février 2013.

## Clubs et statistiques
- 2000-2001:  Florida International (NCAA)
- 2004-2005:  Cankaya Universitesi : 24 matchs, 16,6 points, 7,3 rebonds
- 2005-2006:  Ceyhan Belediyespor 
  - Eurocoupe: : 5 matchs, 9,6 points (57,8 % aux tirs, 50 % aux lancers francs), 4,6 rebonds, 0,4 passe décisive
  - Championnat: 25 matchs, 9,6 points (54 % aux tirs, 76 % aux lancers francs), 4,7 rebonds
- 2006-2007:  Cankaya Universitesi 24 matchs, 10,5 points (44,9 % aux tirs, 67,9 % aux lancers francs), 6,1 rebonds, 2,1 passes décisives
- 2007-2008:  Košice 31 matchs, 14,2 points (52,4 % aux tirs, 67 % aux lancers francs) 8,6 rebonds
- 2008-2009:  Montana 2003 31 matchs, 19,7 points (4e, 58,8 % aux tirs, 74,8 % aux lancers francs), 10,6 rebonds (2e), 1,7 passe décisive, 2,7 contres (1re)
- 2009-2009:  Samsun
  - Eurocoupe: 3 matchs, 5 points, 3,3 rebonds
  - TBBL: 4 matchs, 7,3 points 4,5 rebonds
- 2009-2010  Lukoil Neftochimik Burgas 19 matchs, 17,8 points (5e, 53,1 % aux tirs, 77,9 % aux lancers francs), 10,5 rebonds (3e)
- 2010-2011:  Energa Torun
  - Eurocoupe: 7 matchs, 7,3 points (51,2 % aux tirs, 77,8 % aux lancers francs), 4,3 rebonds, 0,4 passe décisive
  - Championnat : 27 matchs 9,3 points (50 % aux tirs, 80 % aux lancers francs), 4,6 rebonds 1,3 passe décisive
- 2011-2012:  Beroe 07 8 matchs, 22,9 points (60,9 % aux tirs, 73 % aux lancers francs) 12,9 rebonds
- 2011-2012:  Athinaïkós Výronas 15 matchs, 9,9 points (52,8 % aux tirs, 80 % aux lancers francs), 5,9 rebonds, 1,1 passe décisive
- 2012-2012:  Union Hainaut Basket
  - Championnat : 12 matchs, 8,2 points (40,0 % aux tirs, 66,7 % aux lancers francs), 5,0 rebonds, 1,7 passe décisive[2]
  - Eurocoupe :
- 2012-2013 :  BC Levski Sofia : 15,3 points et 8,0 rebonds
- 2012-2013 :  Valosun KP Brno

## Palmarès
- Coupe de Bulgarie 2009[1]
- Championne de Bulgarie 2010
- Coupe de Grèce 2012
- Championne de Grèce 2012
- Championne d'Allemagne 2014
- Coupe d'Autriche 2016 et 2017
- Championne d'Autriche 2016 et 2017